# Nowa Żadowa
Nowa Żadowa (ukr. Нова Жадова) – wieś na Ukrainie, w obwodzie czerniowieckim, w rejonie storożynieckim.